# 스네진스크

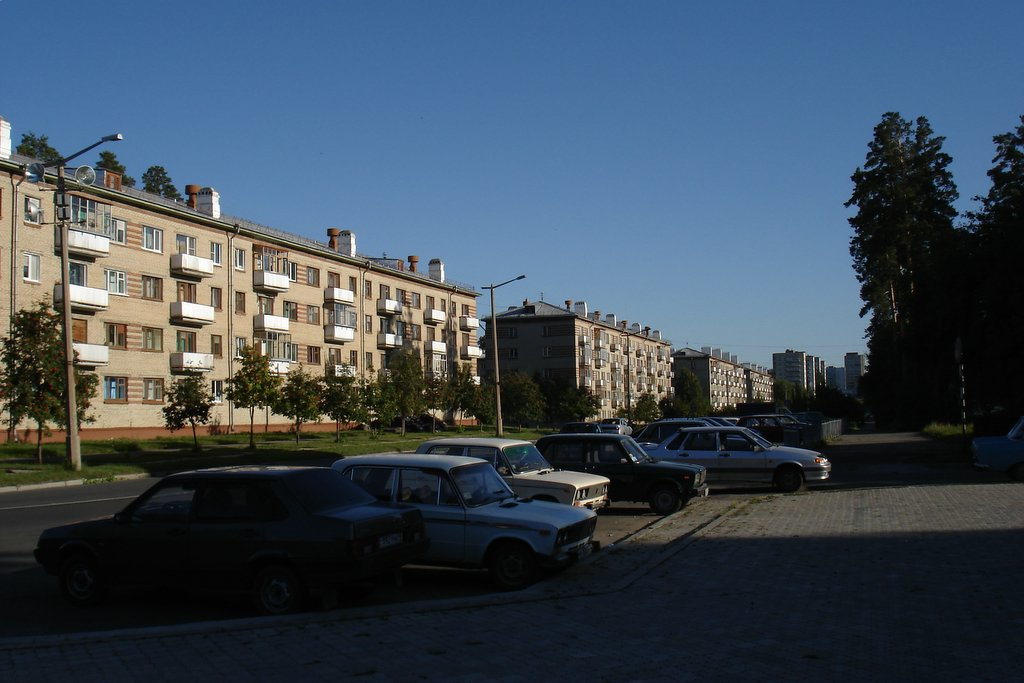
스네진스크

스네진스크(러시아어: Снежинск)는 러시아 첼랴빈스크주에 위치한 도시로 인구는 48,810명(2010년 기준)이다.
1957년에 신설되었으며 1991년까지는 첼랴빈스크-70(Челябинск-70)이라는 이름의 폐쇄 도시로 남아 있었다. 1993년에 도시 지위를 부여받았다.